# Dante Raineri
Dante Raineri (Milano, 1º giugno 1899 – ...) è stato un calciatore italiano, di ruolo centrocampista.

## Carriera
Inizia a giocare nel Milan nel 1915, durante la prima guerra mondiale. Esordisce in prima squadra il 2 aprile 1916 in Genoa-Milan (2-0), partita della Coppa Federale 1915-1916, competizione che verrà vinta dalla squadra del capoluogo lombardo e nella quale Raineri disputa 10 partite senza mai segnare. Rimane in rosa anche nella stagione 1916-1917 e nella stagione 1917-1918, nel corso della quale a causa del conflitto mondiale vengono disputati solo tornei come la Coppa Regionale Lombarda e la Coppa Mauro, nella quale Raineri gioca una partita. Successivamente dopo un'altra stagione di soli tornei locali, nella stagione 1919-1920, alla ripresa dei campionati esordisce in Prima Categoria (la massima serie dell'epoca); il 9 novembre 1919 mette a segno il suo primo gol in massima serie, in Milan-Ausonia Pro Gorla (3-1). Segna il suo secondo ed ultimo gol alcune settimane più tardi, il 30 novembre, in Milan-Enotria Goliardo (3-1). Viene riconfermato in squadra anche per la stagione 1920-1921, al termine della quale smette di giocare con un bilancio totale di 15 presenze e 2 gol in massima serie e 26 presenze e 2 gol in partite ufficiali con la maglia del Milan.

## Palmarès
- Coppa Federale: 1

Milan: 1915-1916